# Bechyně (stacja kolejowa)
Bechyně – stacja kolejowa w miejscowości Bechyně, w kraju południowoczeskim, w Czechach. Znajduje się na linii 202 Tábor – Bechyně, na wysokości 415 m n.p.m..  

## Linie kolejowe
- 202: Tábor – Bechyně